# گرین ولی لیک (کالیفرنیا)
گرین ولی لیک (به انگلیسی: Green Valley Lake) یک منطقهٔ مسکونی در ایالات متحده آمریکا است که در شهرستان سن برناردینو، کالیفرنیا واقع شده‌است.